# Dwergvorkstaart
De dwergvorkstaart (Enicurus velatus) is een zangvogel uit de familie van de vliegenvangers die voorkomt op Sumatra en Java. Net als de andere soorten uit het geslacht van de vorkstaarten is het een vogel die leeft nabij beekjes in regenwoud.

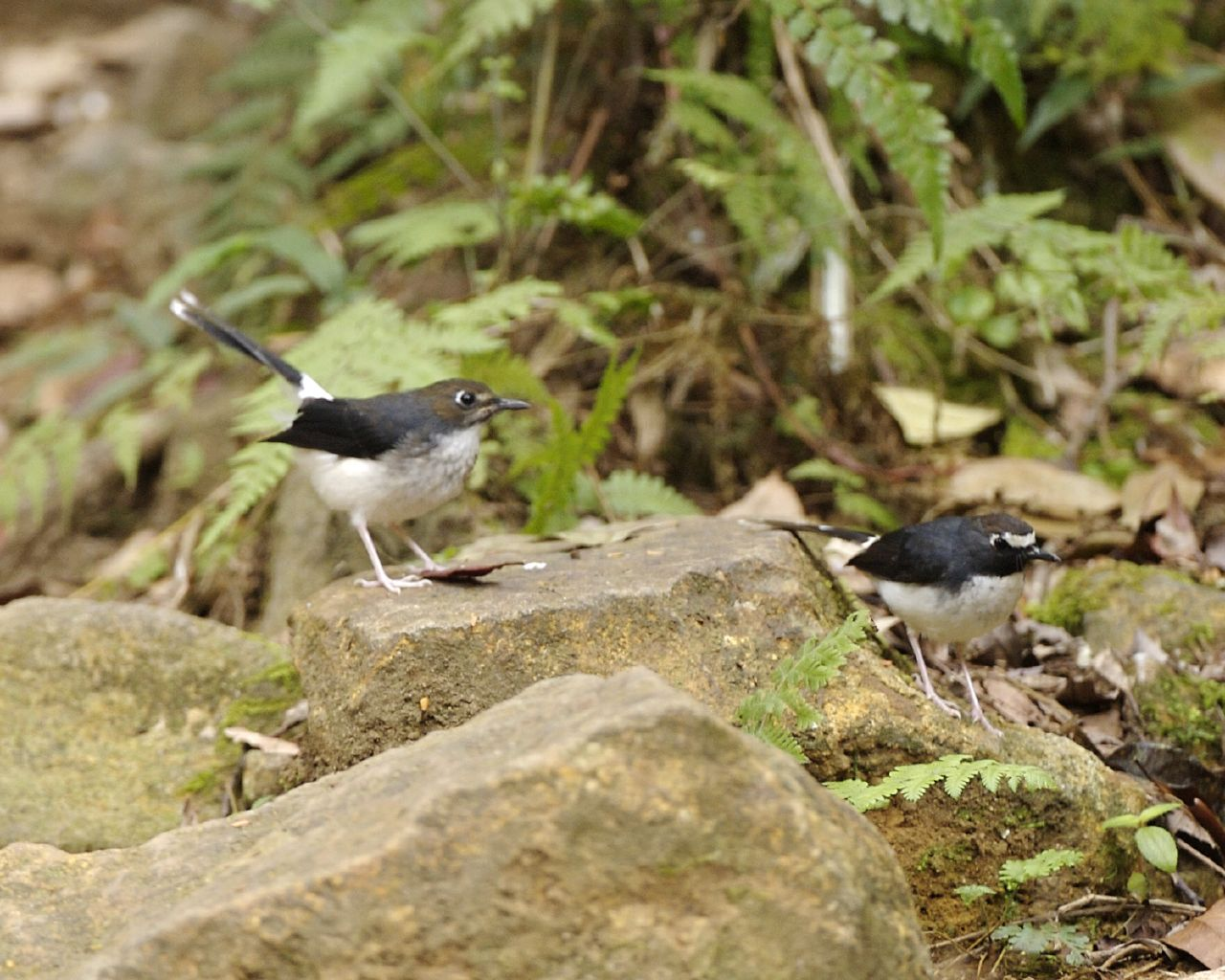
Vrouwtje met jonge vogel.

## Kenmerken
De dwergvorkstaart is 16 cm lang (inclusief staart). Het is de kleinste vorkstaart. De staart is diep gevorkt. Het mannetje heeft een witte borst, buik en stuit en zwarte vleugels. De kop en de rug zijn donkergrijs. Tussen de ogen is een witte voorhoofdstreep. De staart is zwarte met horizontale witte strepen. Het vrouwtje lijkt sterk op het mannetje, maar heeft een bruine kruin en nek. Er is een Javaanse en een Sumatraanse ondersoort. Bij de Sumatraanse ondersoort heeft het vrouwtje meer bruin op de kop.

## Verspreiding en leefgebied
De dwergvorkstaart is een endemische vogelsoort van Indonesië die voorkomt in beekjes met stenige bodems in tropische regenbos en montaan bos in middengebergte tussen de 600 en 2000 m boven de zeespiegel.
De soort telt 2 ondersoorten:
- E. v. sumatranus: Sumatra.
- E. v. velatus: Java.

## Status
De dwergvorkstaart heeft een groot verspreidingsgebied en daardoor alleen al is de kans op uitsterven uiterst gering. De grootte van de populatie is niet gekwantificeerd. Op Sumatra is het nog een algemeen voorkomende vogel, op Java is hij zeldzamer. Er is geen aanleiding te veronderstellen dat de soort in aantal achteruit gaat. Om deze redenen staat deze vorkstaart als niet bedreigd op de Rode Lijst van de IUCN.